# Stødtoneoscillator
En stødtoneoscillator, på engelsk beat frequency oscillator (BFO), er en oscillator, der bruges i en radiomodtager for at gøre signaler ved visse modulationsformer hørbare. 

## Radiotelegrafi
Ved udsendelse af radiotelegrafi udsendes kun bærebølgen, som man tænder og slukker for vha. telegrafnøglen. Dette kaldes CW for continous wave. Bærebølgen er ikke hørbar i modtageren, men ved at blande den med en lokalt dannet sinussvingning, kan man opnå en såkaldt stødtone, der er hørbar som en klar tone. 
I praksis blander man ikke den lokale svingning direkte med den modtagne bærebølge men med radioens mellemfrekvens. Da mellemfrekvensen er konstant, skal man ikke justere stødtoneoscillatorens frekvens, når man skifter frekvens på modtageren. Stødtoneoscillatoren indstilles på en frekvens der ligger nær ved mellemfrekvensen. Forskellen mellem de to frekvenser er stødtonens frekvens. Stødtonen bliver hørbar, når mellemfrekvensen demoduleres i radioens detektortrin. Stødtoneoscillatoren kan slukkes helt og man kan ofte justere frekvensen lidt, så man kan variere den dannede tone. Der dannes også en anden stødtone, som er summen af de to frekvenser, men denne filtreres bort. 
I ældre tid, før superheterodynmodtagere blev almindelige (radioer med mellemfrekvens), måtte stødtoneoscillatoren faktisk indstilles i nærheden af bærebølgefrekvensen. Det gjorde konstruktionen og betjeningen mere kompliceret.

## Enkelt sidebånd (SSB)
En anden transmissionsform er enkelt-sidebåndsmodulation. Det benyttes ofte til radiotelefoni (stemmeoverførsel). Her har man på senderen frafiltreret hovedsignalet og det ene sidebånd, mens det andet udsendes. Signalet bliver ”smallere”, hvilket udnytter pladsen på radiobåndet bedre og også udnytter senderens effekt bedre. Til gengæld lyder signalet på en almindelig radiomodtager som ”Anders And-snak”. Ved at tilføre et signal svarende til den frafiltrerede bærebølge, kan signalet efterfølgende demoduleres og give klar tale. 
Som et kuriosum kan nævnes, at man også kan modtage og forstå et SSB-signal, hvis man råder over to ældre superheterodynradiomodtagere. Den ene indstilles på den ønskede station, den anden indstilles omhyggeligt på en frekvens lige ved siden af. Lokaloscillatoren fra den anden radiomodtager (lokaloscillatorens svingninger blandes med det modtagne signal og danner mellemfrekvensen) er tilbøjelig til at udstråle et svagt radiosignal, som kan blandes direkte med det modtagne signal og erstatte den manglende bærebølge. 